# Дусе, Грегори
Грегори́ Дусе́ (фр. Grégory Doucet; род. 22 августа 1973, Париж) — французский политик, член партии «Европа Экология Зелёные», мэр Лиона (с 2020).

## Биография
Родился 22 августа 1973 года в Париже.
Активист различных экологических неправительственных организаций, работал на Филиппинах и в Непале, а в рядах Международной организации инвалидов много работал в Африке: занимался разминированием в Сенегале, боролся с эболой в Сьерра-Леоне, курировал образовательные программы в Нигере и Мали.
В 2017 году возглавил лионское отделение партии «Европа Экология Зелёные», способствовал относительному успеху «зелёных» на европейских выборах 2019 года.
15 марта 2020 года состоялся первый тур муниципальных выборов в Лионе, принёсший сенсационную победу партии ЕЭЗ (в мае действующий мэр, бывший министр внутренних дел Жерар Коллон даже снял свою кандидатуру со второго тура выборов, отложенного из-за эпидемии COVID-19).
28 июня 2020 года во втором туре голосования возглавляемая Дусе коалиция ЕЭЗ, социалистов, коммунистов и партии «Непокорённая Франция» одержала триумфальную победу, получив 52,4 %, а сильнейший из соперников — блок правящей партии Вперёд, Республика, республиканцев и центристов во главе с Янном Кушра — 30,8 %.
4 июля 2020 года новый состав депутатов муниципального совета подавляющим большинством (51 голос из 73) избрал Дусе мэром Лиона.
С 22 февраля 2021 года мэрия Лиона ввела в школьных столовых города единое меню для начальных классов, исключив из него мясо. Это решение получило общенациональный резонанс, а министр внутренних дел Дарманен назвал его «неприемлемым оскорблением для фермеров и мясников Франции».
В начале декабря 2021 года во французской прессе распространилась информация, что мэры от ЕЭЗ при поддержке международной организации «Люди за этичное обращение с животными» исключают фуа-гра из меню ведомственных столовых и буфетов. 11 декабря 2021 года Дусе опубликовал в Le Journal du Dimanche своё разъяснение по данному поводу, заверив общественность в отсутствии у него планов организации бойкота или запрещения знаменитого блюда, и что оно просто отныне не будет подаваться на официальных приёмах и фуршетах, организованных мэрией.